# Delphinium occidentale
Delphinium occidentale, l'esperó de cavaller occidental, és una planta perenne de la família de les ranunculàcies (Ranunculaceae).
És una planta perenne que pot arribar a fer entre 7 a 15 cm d'alçada. Cada tija erecta alta sorprèn amb innombrables flors blaveso de color porpra.de 7 a 10 cm, cadascuna amb un temptador tub de nèctar de colibrí. Pel que fa a aquesta espècie d'esperó salvatge renuncia en mida, guanya en delicada bellesa.
Creix al llarg de riberes i àrees humides de la Gran Conca a Nevada i Utah.

## Taxonomia
Delphinium occidentale va ser descrita per Coult. (S. Watson) i publicat a Manual of the Botany . . . of the Rocky Mountain Region . . 11, a l'any 1885.
Etimologia
Vegeu: Delphinium
occidentale: epítet llatí que significa "de l'oest, occidental".
Basiònim
- Delphinium elatum var. occidentale S. Watson